# Mona (Utah)
Pour les articles homonymes, voir Mona.
La ville américaine de Mona est située dans le comté de Juab, dans l’Utah. Lors du recensement de 2000, sa population s’élevait à 850 habitants.

## Source
- (en) Cet article est partiellement ou en totalité issu de l’article de Wikipédia en anglais intitulé « Mona, Utah » (voir la liste des auteurs).